# Stictoptera arcuata
Stictoptera arcuata är en fjärilsart som beskrevs av Bethune-Baker 1914. Stictoptera arcuata ingår i släktet Stictoptera och familjen nattflyn. Inga underarter finns listade i Catalogue of Life.